# Enrique Saura
Enrique Saura Gil (Onda, 1954. augusztus 2. –) spanyol válogatott labdarúgó.

## Pályafutása

### Klubcsapatban
Ondában született. Pályafutását 1974-ben a CD Castellón csapatában kezdte. 1975-ben a Valencia igazolta le, ahol tíz éven keresztül a csapat meghatározó játékosa volt. Három kupát nyert: 1979-ben spanyol kupát, 1980-ban pedig a kupagyőztesek Európa-kupáját és az UEFA-szuperkupát sikerült elhódítania csapatával. Miutn 1985-ben távozott a Valenciától, még három évre visszatért a másodosztályú Castellón csapatához. 38 évesen az amatőr Onda játékosaként vonult vissza az aktív játéktól.

### A válogatottban
1978 és 1982 között 23 alkalommal szerepelt a spanyol válogatottban és 4 gólt szerzett. Egy Franciaország elleni barátságos mérkőzés alkalmával mutatkozott be 1978. november 8-án. Részt vett az 1980-as Európa-bajnokságon és az 1982-es világbajnokságon. Utóbbin a Jugoszlávia elleni csoportmérkőzésen gólt szerzett, hozzásegítve csapatát a 2–1-es győzelemhez.

#### Góljai a válogatottban
| #  | Dátum             | Helyszín                          | Ellenfél    | Eredmény | Végeredmény | Sorozat      |
| -- | ----------------- | --------------------------------- | ----------- | -------- | ----------- | ------------ |
| 1. | 1979. december 9. | Limassol, Ciprus                  | Ciprus      | 1–3      | 1–3         | Eb-selejtező |
| 2. | 1980. május 21.   | Idrætsparken, Koppenhága, Dánia   | Dánia       | 0–1      | 2–2         | Barátságos   |
| 3. | 1981. október 14. | Mestalla, Valencia, Spanyolország | Luxemburg   | 2–0      | 3–0         | Barátságos   |
| 4. | 1982. június 20.  | Mestalla, Valencia, Spanyolország | Jugoszlávia | 2–1      | 2–1         | 1982-es vb   |

## Sikerei, díjai
Valencia CF
- Spanyol kupa (1): 1978–79
- Kupagyőztesek Európa-kupája (1): 1979–80
- UEFA-szuperkupa (1): 1980

## Külső hivatkozások
- Enrique Saura adatlapja a National-Football-Teams.com oldalon (angolul)

- Enrique Saura (angol nyelven). FootballDatabase.eu
- Enrique Saura (angol nyelven). eu-football.info
- Enrique Saura (angol, katalán, spanyol nyelven). BDFutbol.com
- Enrique Saura adatlapja a worldfootball.net oldalon (angolul)